# Painsec
Painsec est une communauté résidentielle et rurale canadienne adjacente à la ville de Dieppe dans le Comté de Westmorland au Nouveau-Brunswick. Elle fait partie du Grand Moncton.

## Géographie
La localité résidentielle de Painsec est située à 6 kilomètres à l'est de la ville de Dieppe dont elle fait partie. Son territoire s'étend au sud jusqu'à celle de Grand-Brûlis-du-Lac dont elle partage certains services municipaux dépendant du district de services locaux, au nord jusqu'au village de Painsec Junction et à l'est jusqu'à l'échangeur autoroutier avec la route 2 et le début de la municipalité de Scoudouc.
Le bourg est situé à côté de l'aéroport international Roméo-LeBlanc. La localité est traversée par la route 132 qui relie Moncton à Shédiac.